# Josef Moucha (entomolog)
Josef Moucha (7. dubna 1930 Slaný – 9. března 1972 Praha) byl český přírodovědec-entomolog.

## Život a dílo
Jednalo se o významného a entomologické veřejnosti známého českého přírodovědce, entomologa – lepidopterologa a dipteroloa, který je významný zejména jako autor některých publikací a knih o motýlech, které dodnes patří mezi oblíbené a používané publikace.
Josef Moucha byl členem Československé společnosti entomologické od roku 1945 a působil jako vedoucí entomologického oddělení Národního muzea v Praze.
Po ukončení základní školy studoval na reálném gymnáziu v Novém Bydžově, které úspěšně ukončil maturitou v roce 1949. Později, v letech 1949–1953, navštěvoval Přírodovědeckou fakultu Univerzity Karlovy v Praze, kterou ukončil závěrečnou diplomovou prací: „Vliv potravy na vývoj bekyně velkohlavé“. Po ukončení studií na vysoké škole krátce působil jako asistent u prof. Dr. Julia Komárka (1892–1955) na katedře všeobecné zoologie. Následně dne 1. října 1953 nastoupil do Národního muzea v Praze, kde působil v letech 1953–1956 zpočátku jako vědecký aspirant, později už jako vědecký pracovník. Od 1. ledna 1971 převzal funkci vedoucího entomologického oddělení Národního muzea v Praze 4 – Kunraticích.
V Národním muzeu byl správcem sbírky motýlů a zaobíral se hlavně taxonomií, zoogeografií a faunistikou motýlů a dvoukřídlých na území Československé republiky, jakož i palearktické zoogeografické oblasti. Kromě motýlů, kterým věnoval větší část svého života se zaobíral i hmyzem z řádu Diptera, hlavně z čeledí Tabanidae, Syrphidae a Asilidae.
V rámci faunistického výzkumu území Československa se věnoval hlavně Kováčovským kopcům, oblasti Tatranského národního parku, Vihorlatu, Rychlebským horám, Králickému Sněžníku a Krkonoším. V rámci Evropy zpracovával sbírkový materiál z území tehdejší Jugoslávie, Albánie, Bulharska, Turecka a Afghánistánu. V rámci mezinárodních exkurzí navštívil v roce 1957 oblast Kavkazu v tehdejším Sovětském svazu a byl také členem první entomologické expedice do Íránu, které se zúčastnil v roce 1970. Měl obrovskou zásluhu na popularizaci entomologie u veřejnosti, hlavně mezi mládeží. Známé jsou hlavně jeho populárně–naučné články a knihy, které vydávala nakladatelství jako Artia, Albatros, Mladé letá, Práce apod.
V době svého života popsal např. následující poddruhy hmyzu: Pieris bryoniae ssp. vihorlatensis Moucha.
Pro naši entomologii mají význam hlavně jeho práce, jako např.: „Sbíráme motýly“, které velmi lehkou a poutavou formou obeznamují čtenáře s problematikou řádu motýlů (Lepidoptera).
Kromě těchto aktivit se zúčastnil i činnosti v Ústředním muzeologickém kabinetu při Národním muzeu v Praze a byl jedním ze spoluautorů práce na publikaci: „Soupis entomologických sbírek v československých muzeích“, kterou vydal společně s J. Ujčíkem, I. Okálim a V. Vargou.
Hlavní část jeho sbírky hmyzu je uložena v Entomologickém oddělení Národního muzea v Praze, pouze její menší část je uložena v Slovenském národním muzeu v Bratislavě.
V březnu 1972 ve věku 41 let zahynul při dopravní nehodě.

#### spoluautor
- Moucha J. & Chvála, M.: 1963, A new name for the preoccupied name Thecophora Lederer, 1857 (Noctuidae). 2 pp.
- Moucha J. & Novák I.: 1956, Kovoleskleci (Phytometrinae) Západních Karpat (Lep. Phalaenidae). 11 pp.
- Moucha J., Poláček V. B.: 1965, Tagfalter aus Nordkorea gesammelt von J. Hlaváček (1955) (Lepidoptera, Rhopalocera). 12 pp.
- Moucha J. & Zahradník J.: 1968, Lepidoptera collected in a light trap during the winter 1962 / 63 in Assiut, Egypt. 8pp.